# Bernard Wojciechowski

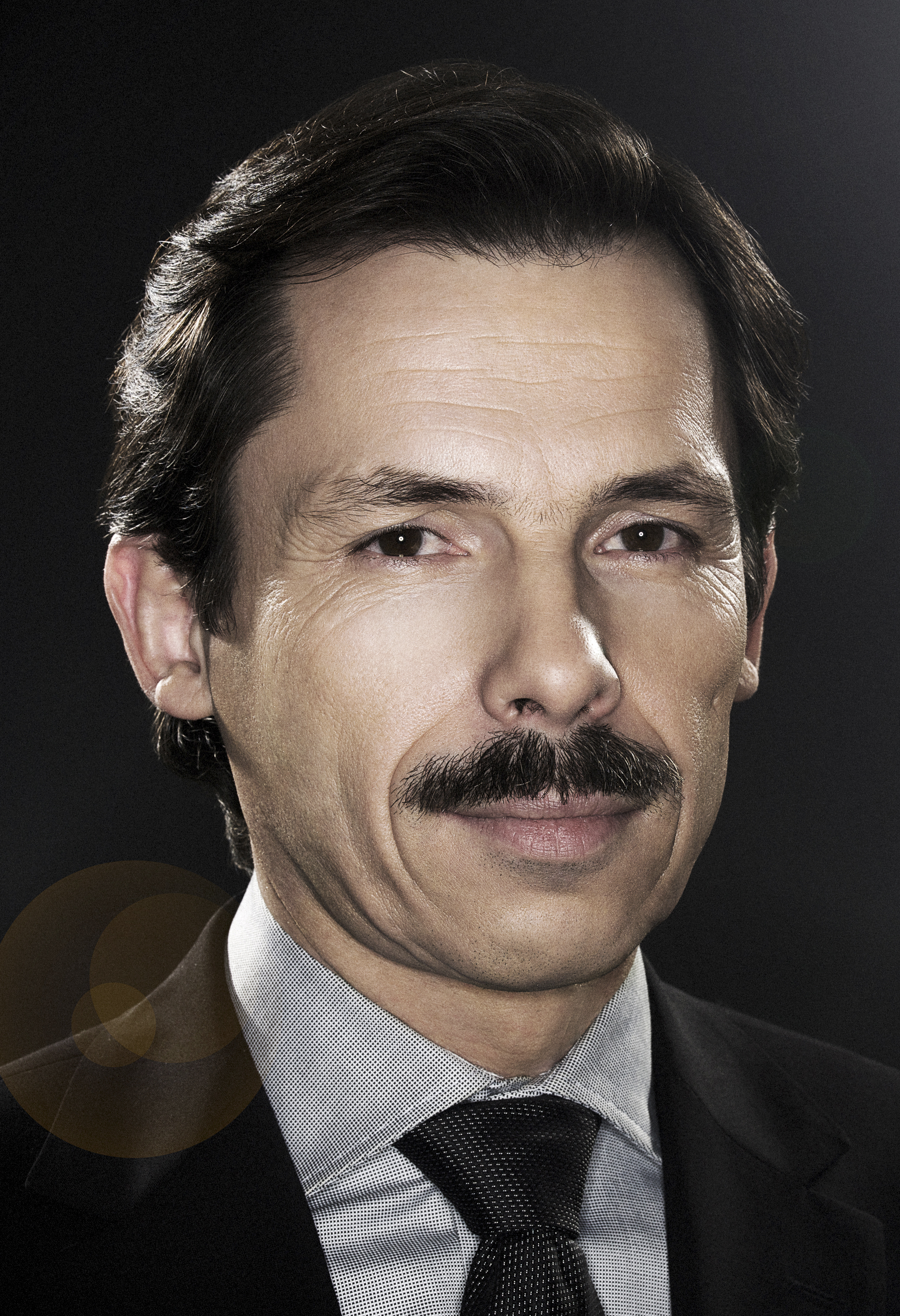
Bernard Wojciechowski (2012)

Bernard Piotr Wojciechowski (* 18. August 1958 in Łowicz) ist ein ehemaliger polnischer Politiker (LPR) und war Mitglied des Europäischen Parlaments in der 6. Wahlperiode (2005–2009).

## Leben und Wirken

### Ausbildung
Im Jahr 1980 schloss Bernard Wojciechowski sein staatliches Studium der Stenotypie und Fremdsprachen in Warschau ab und erwarb ein Diplom in englischer Sprache von der University of Cambridge. Anschließend begann er ein Studium der englischen Philologie am Institut für moderne Sprachen der Universität Warschau, welches er 1985 mit einer Dissertation im Bereich der theoretischen Linguistik (vergleichende und generative Phonologie) mit dem Titel Selected phonological problems of accent variations in British English unter der Leitung von Jerzy Rubach abschloss.

### Beruflicher Werdegang
Nach seinem Abschluss arbeitete er zunächst als Übersetzer und Lehrer für Englisch und Polnisch. In den frühen 1990er Jahren ging er in die Vereinigten Staaten von Amerika und arbeitete dort für verschiedene Unternehmen. Nach seiner Rückkehr nach Polen Ende der 1990er Jahre arbeitete er weiterhin als Übersetzer und Lehrer. Seit dem 1. Juni 1999 ist er vereidigter Übersetzer am Bezirksgericht in Warschau im Bereich Strafrecht und Europarecht.

### Politische Laufbahn
Von 2002 bis 2005 war Wojciechowski für die Liga Polskich Rodzin (LPR) Mitglied des Bezirksrat in Wawer, einem Stadtbezirk von Warschau.
Bei der Europawahl 2004 trat er im Wahlkreis Nr. 4 auf der Liste der Liga Polskich Rodzin auf Listenplatz 9 an. Mit 3.859 Stimmen erreichte er auf der Liste den zweiten Platz, jedoch deutlich hinter Wojciech Wierzejski mit 46.198 Stimmen, der ein EU-Mandat erringen konnte. 2005 wurde Wierzejski in den Sejm der Republik Polen gewählt und verzichtete dafür auf seinen Sitz im Europäischen Parlament; für ihn rückte am 26. Oktober 2005 Wojciechowski nach. Dort gehörte er, mit einer Unterbrechung vom 15. Dezember 2005 bis zum 28. März 2007, der Fraktion Unabhängigkeit/Demokratie (Ind/Dem) an und war zeitweise auch Mitglied im Vorstand der Fraktion (vom 16. Mai bis zum 19. Juli 2007 und vom 30. Januar 2008 bis zum 13. Juli 2009). Während der Wahlperiode war er Mitglied im Ausschuss für konstitutionelle Fragen (AFCO) und in der Delegation für die Beziehungen zu Belarus (D-BY).
Im Jahr 2007 trat Wojciechowski aus der Liga Polskich Rodzin aus. Bei der Europawahl 2009 kandidierte er nicht erneut für ein Mandat im Europäischen Parlament und bewarb sich bis heute auch nicht wieder um ein politisches Amt in Polen.

### Privatleben
Bernard Wojciechowski ist verheiratet und hat zwei Kinder.

### Lebenslauf
- Życiorys Bernarda Wojciechowskiego. In: bernard-wojciechowski.home.pl. Abgerufen am 26. Mai 2019 (polnisch, Stand 2009).